# بی‌پناه (فیلم ۱۳۳۲)
بی‌پناه نام فیلمی به کارگردانی گرجی عبادیا و محصول سال ۱۳۳۲ می‌باشد.

## خلاصه داستان
جوانی که در کودکی پدرش را گم کرده دختری را در یک روستا فریب می‌دهد و به شهر می‌گریزد. دختر آواره می‌شود و عاقبت به گروه زنان بدکاره می‌پیوندد. پسر درگیر و دار ماجراهایی دست به تبهکاری می‌زند و کارش به دادگاه می‌کشد. پدر جوان که دادستان است او را محکوم می‌کند. اما در همین زمان هم است که پدر در می‌یابد مجرم کسی جز پسر او نیست.